# UTAU (アルバム)
『UTAU』（うたう）は、大貫妙子 & 坂本龍一のアルバム。2010年11月10日にエイベックス・エンタテインメントのレコードレーベル commmonsから発売された。

## 概要
2009年の前半頃に、坂本龍一が長年親交のある大貫妙子から「坂本の曲に詩をつけて歌いたい、アルバムをつくりたい」という依頼を受けたのを発端として、同年の秋に大貫を迎えたツアー「Ryuichi Sakamoto Playing the Piano featuring Taeko Onuki」が行われ、この時点で2010年秋にアルバムをリリースする予定であることが発表されていた。『UTAU』は坂本と大貫による約13年ぶりの共同制作アルバムとなる。
本作は2枚組の「フルアートワークCD」とアルバム本編のみの「スーパーエコパッケージCD」の2形態が用意され、「フルアートワークCD」にはインストルメンタル9曲が収録されたDISC 2が付属する。

## 収録曲

### Disc 1
1. 美貌の青空　Bibo no Aozora
  - 作詞：売野雅勇／作曲：坂本龍一
2. Tango
  - 作詞：大貫妙子、Fernando Aponte／作曲：坂本龍一
3. 3びきのくま　Sambiki no Kuma
  - 作詞：大貫妙子／作曲：坂本龍一
4. 赤とんぼ　Aka Tombo
  - 作詞：三木露風／作曲：山田耕筰
5. 夏色の服　Natsuiro no Fuku
  - 作詞・作曲：大貫妙子
6. Antinomy
  - 作詞：大貫妙子／作曲：坂本龍一
7. Flower
  - 作詞：大貫妙子／作曲：坂本龍一
8. 鉄道員　Poppoya
  - 作詞：奥田民生／作曲：坂本龍一
9. a life
  - 作詞：大貫妙子／作曲：坂本龍一
10. 四季　Shiki
  - 作詞・作曲：大貫妙子
11. 風の道　Kaze no Michi
  - 作詞・作曲：大貫妙子

### Disc 2
1. 美貌の青空　Bibo no Aozora
2. Tango
3. koko
4. 赤とんぼ　Aka Tombo
5. 夏色の服　Natsuiro no Fuku
6. Lost theme - Femme Fatale
7. A flower is not a flower
8. Aqua
9. Geimori

## Ryuichi Sakamoto Playing the Piano featuring Taeko Onuki 2009
| # | 日時           | 会場                              |
| - | -------------- | --------------------------------- |
| 1 | 2009年12月19日 | 大阪・イオン化粧品 シアターBRAVA! |
| 2 | 2009年12月20日 | 大阪・イオン化粧品 シアターBRAVA! |
| 3 | 2009年12月22日 | 神奈川・横浜みなとみらいホール    |
| 4 | 2009年12月23日 | 東京・日比谷公会堂                |
| 5 | 2009年12月25日 | 東京・東京国際フォーラム・ホールC |
| 6 | 2009年12月26日 | 東京・東京国際フォーラム・ホールC |
| 7 | 2009年12月27日 | 東京・東京国際フォーラム・ホールC |

## A PROJECT OF TAEKO ONUKI & RYUICHI SAKAMOTO UTAU TOUR 2010
| #  | 日時           | 会場                                     |
| -- | -------------- | ---------------------------------------- |
| 1  | 2010年11月18日 | 福井・ハーモニーホールふくい             |
| 2  | 2010年11月20日 | 新潟・長岡市立劇場・大ホール             |
| 3  | 2010年11月22日 | 東京・昭和女子大学人見記念講堂           |
| 4  | 2010年11月23日 | 神奈川・グリーンホール相模大野・大ホール |
| 5  | 2010年11月25日 | 大阪・サンケイホールブリーゼ             |
| 6  | 2010年11月26日 | 大阪・サンケイホールブリーゼ             |
| 7  | 2010年11月28日 | 愛知・愛知県芸術劇場・コンサートホール   |
| 8  | 2010年11月30日 | 長崎・長崎市公会堂                       |
| 9  | 2010年12月2日  | 福岡・福岡シンフォニーホール             |
| 10 | 2010年12月4日  | 広島・ALSOKホール                        |
| 11 | 2010年12月5日  | 岡山・岡山シンフォニーホール             |
| 12 | 2010年12月7日  | 愛知・刈谷市総合文化センター・大ホール   |
| 13 | 2010年12月10日 | 東京・東京国際フォーラム・ホールC        |
| 14 | 2010年12月11日 | 東京・東京国際フォーラム・ホールC        |
| 15 | 2010年12月16日 | 埼玉・川口総合文化センター・メインホール |
| 16 | 2010年12月19日 | 宮城・東京エレクトロンホール宮城         |
| 17 | 2010年12月22日 | 北海道・札幌市民ホール                   |